# تاریخ آمریکای جنوبی

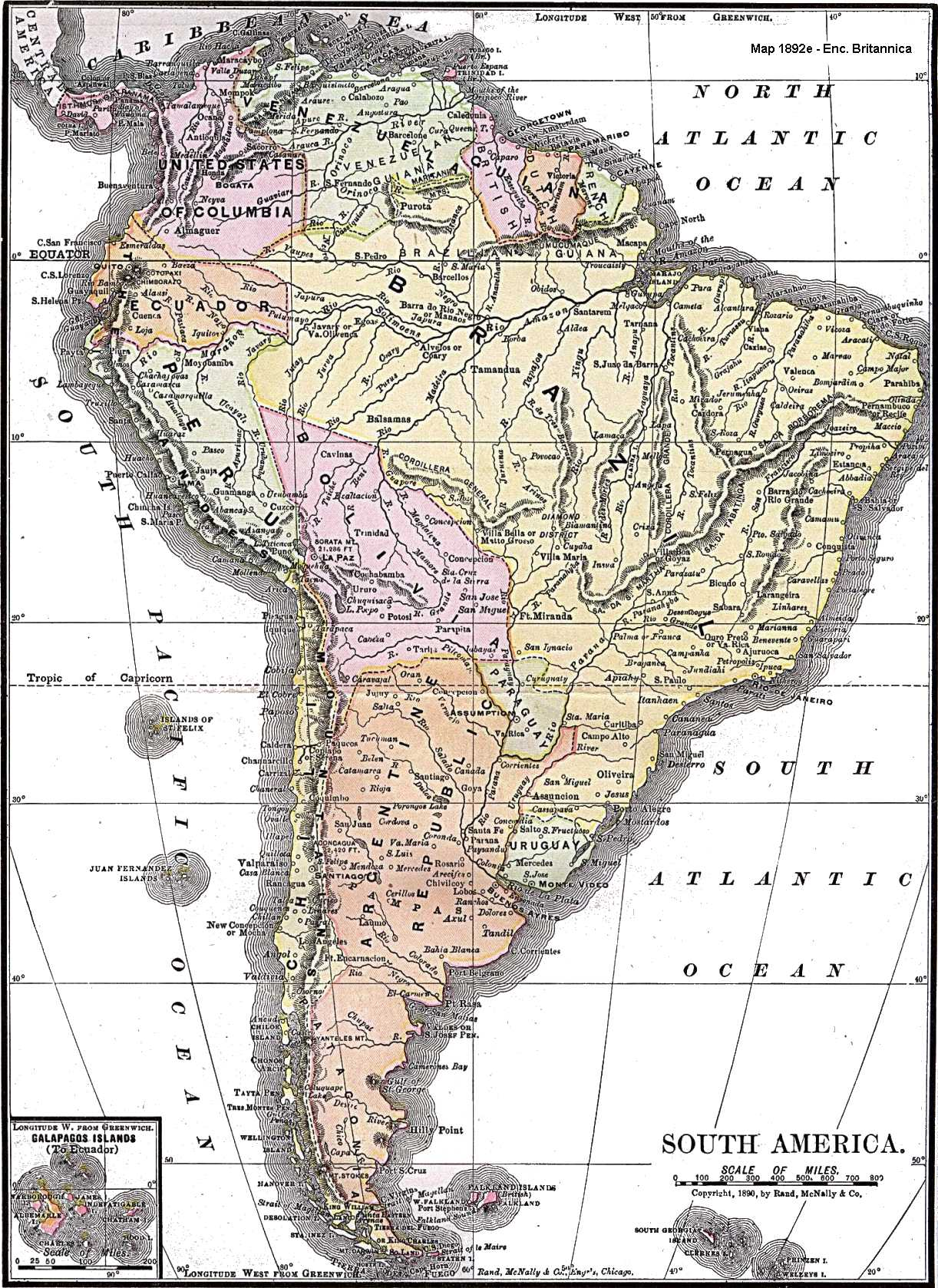
نقشه آمریکای جنوبی در سال ۱۸۹۲

تاریخ آمریکای جنوبی (انگلیسی: History of South America) مطالعه گذشته است، به‌ویژه آنچه از گذشته مکتوب شده، تاریخ شفاهی یا سنت‌هایی که از نسلی به نسل دیگر در قاره آمریکای جنوبی منتقل شده است. این قاره همین حالا نیز محل سکونت مردمان بومی است که برخی از آنها قبل از ورود اروپایی‌ها، در اواخر دهه ۱۴ و اوایل قرن ۱۵ میلادی، تمدن‌های عالی خود را ساختند. تاریخ آمریکای جنوبی طیف گسترده‌ای از فرهنگ‌های انسانی و اشکال مختلف تمدن را در بر می‌گیرد. تمدن کارال سوپه، که همچنین به عنوان تمدن نورته چیکو در پرو شناخته می‌شود، قدیمی‌ترین تمدن در قاره آمریکا و یکی از شش تمدن مستقل اول در جهان است و معاصر با اهرام مصر بوده است. قدمت این تمدن نزدیک به دو هزار سال قبل از اولمک آمریکای میانه بوده است.

## ماقبل تاریخ
در دوران دیرینه‌زیستی و اوایل میانه‌زیستی، آمریکای جنوبی و آفریقا در یک خشکی به نام گوندوانا، به عنوان بخشی از ابرقاره پانگه‌آ به هم متصل شدند. در آلبین، حدود ۱۱۰ میلیون سال پیش، آمریکای جنوبی و آفریقا شروع به واگرایی در امتداد خط الراس میانه اقیانوس اطلس جنوبی کردند که باعث ایجاد خشکی از قطب جنوب و آمریکای جنوبی شد. در اواخر ائوسن، حدود ۳۵ میلیون سال، قطب جنوب و آمریکای جنوبی از هم جدا شدند و آمریکای جنوبی به یک جزیره ـ قاره عظیم و بیولوژیکی غنی تبدیل شد. در طی تقریباً ۳۰ میلیون سال، تنوع زیستی آمریکای جنوبی از بقیه جهان جدا شد و منجر به تکامل گونه‌ها در این قاره شد.

## دوران پیشاکلمبی

### ساکنان اولیه

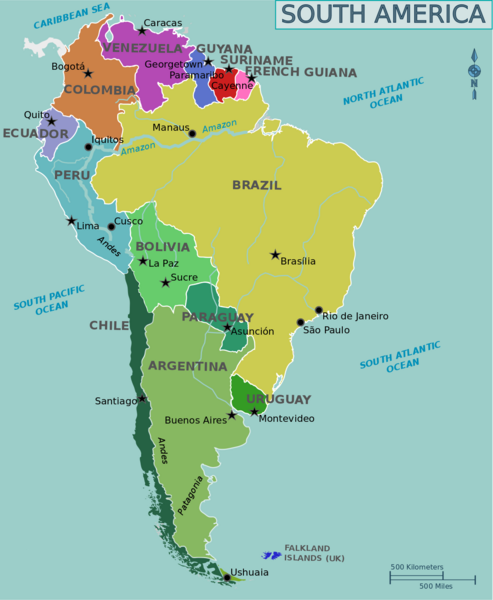
نقشه سیاسی معاصر آمریکای جنوبی

تصور می‌شود که اولین ساکنان قاره آمریکا مردمی از شرق آسیا بودند که از پل برینگیا عبور کرده و به سرزمین امروزی آلاسکا وارد شدند، سرزمین و قاره‌هایی که توسط تنگه برینگ جدا و تقسیم می‌شوند. در طول هزاره‌ها، سه موج مهاجرت به تمام نقاط قاره آمریکا گسترش یافت. شواهد ژنتیکی و زبانی نشان داده است که آخرین موج مهاجران در سراسر مناطق شمالی ساکن شدند و به آمریکای جنوبی نرسیدند.
در میان قدیمی‌ترین شواهد حضور انسان در آمریکای جنوبی، منطقه مونته ورده در شیلی است که قدمت آن به حدود ۱۴۵۰۰ سال پیش می‌رسد.

### کشاورزی و اهلی کردن حیوانات
اولین شواهد مبنی بر وجود شیوه‌های کشاورزی در آمریکای جنوبی به حدود ۶۵۰۰ سال قبل از میلاد برمی‌گردد. در آن زمان سیب‌زمینی، فلفل تند و لوبیا برای غذا در حوضه آمازون کشت می‌شده است. آثار سفالی باقی مانده نشان می‌دهد که مانیوک، که امروزه به عنوان یک منبع اصلی غذا باقی مانده است، در حدود ۲۰۰۰ سال قبل از میلاد کشت می‌شده است.

## کارل سوپ / نورته چیکو
در سواحل شمال مرکزی پرو امروزی، تمدن کارل سوپ، که به تمدن نورته چیکو نیز شناخته می‌شود، یکی از شش تمدنی بود که به‌طور مستقل در جهان پدیدار شده و توسعه یافتند، که تقریباً همزمان با اهرام مصر بود. این تمدن دو هزار سال قبل از تمدن آمریکای میانه بود. اعتقاد بر این است که این تنها تمدنی بوده است که برای مصارف جمعیت خود به جای کشاورزی به ماهیگیری وابسته بوده است.
سرزمین کارل سوپ یکی از مکان‌های بزرگتر نورته چیکو است و قدمت آن به قرن ۲۷ قبل از میلاد می‌رسد. قابل ذکر است که در این تمدن مطلقاً هیچ نشانه‌ای از جنگ وجود ندارد. این معاصر با ظهور شهرنشینی در بین‌النهرین بود.

## استعمار اروپا

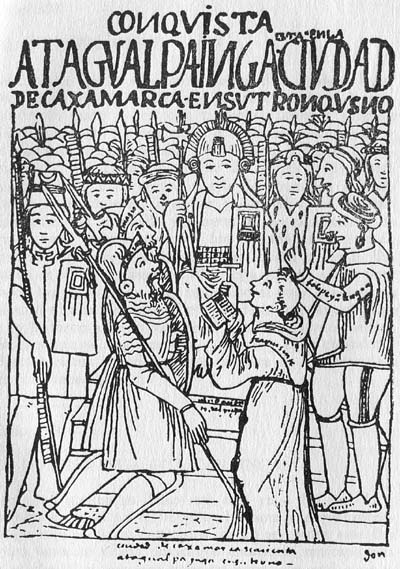
فاتح اسپانیایی فرانسیسکو پیزارو با امپراتور اینکا آتاهوالپا، ملاقات می‌کند. (سال ۱۵۳۲)

قبل از ورود اروپایی‌ها ۲۰ تا ۳۰ میلیون نفر در آمریکای جنوبی زندگی می‌کردند.
بین سال‌های ۱۴۵۲ و ۱۴۹۳، مجموعه‌ای از فتواهای پاپ (دام دیورساس، رومانوس پونتیفکس و اینتر کایترا) راه را برای استعمار اروپا و هیئت‌های کاتولیک در جهان جدید هموار کردند. این فتواها به کشورهای مسیحی اروپایی اجازه می‌دادند تا سرزمین‌های غیرمسیحی را به «تصرف» درآورند و مردم غیر مسیحی آفریقا و قاره آمریکا را تحت سلطه و تغییر مذهب درآورند.
در سال ۱۴۹۴، پرتغال و اسپانیا، دو قدرت بزرگ دریایی آن زمان، پیمان توردسییاس را به امید کشف سرزمین‌های جدید در غرب امضا کردند. از طریق این معاهده، آنها توافق کردند که تمام سرزمین‌های خارج از اروپا باید دو قطبی انحصاری بین دو کشور باشد. از آنجایی که اندازه‌گیری دقیق طول جغرافیایی در آن زمان ممکن نبود، این خط به‌طور دقیق اجرا نشد، که منجر به گسترش برزیل پرتغالی در سراسر نصف النهار شد.

اتحادیه ایبری تحت فرمان فلیپه دوم پادشاه اسپانیا و پرتغال

## قرن‌های ۱۷ و ۱۸
در سال ۱۶۱۶، هلندی‌ها که توسط افسانه الدورادو جذب شده بودند، قلعه‌ای در گویان ایجاد کردند و سه مستعمره تأسیس کردند.در سال ۱۶۲۴ فرانسه تلاش کرد در منطقه گویان فرانسه امروزی مستقر شود، اما به دلیل خصومت پرتغالی‌ها که آن را نقض معاهده توردسییاس می‌دانستند، مجبور به ترک آن شد. با این حال مهاجران فرانسوی در سال ۱۶۳۰ بازگشتند و در سال ۱۶۴۳ موفق به ایجاد یک سکونتگاه در کاین با تعدادی مزرعه کوچک شدند.
از قرن شانزدهم، جنبش‌هایی علیه سیستم استعماری اسپانیا و پرتغال شکل گرفت. معروف‌ترین آن‌ها جنبش مارون‌ها بود. اینها بردگانی بودند که از چنگ اربابان خود فرار کرده، در جنگلها مخفی شده و همان‌جا جوامع آزاد خود را سازمان دادند. ارتش سلطنتی اسپانیا تلاش‌هایی را برای مطیع کردن آنها اندر سال ۱۷۱۳، پادشاه طی فرمانی اولین جمعیت آزاد قاره را قانونی اعلام کرد اینها از جمله: Palenque de San Basilio، به رهبری Benkos Bioho در کلمبیای امروزی بودند. جام داده بود اما ناموفق بود، زیرا مارون‌ها بر مسیرهای جنگل‌های آمریکای جنوبی تسلط یافته بودند.
برزیل نیز شاهد تشکیل یک پادشاهی آفریقایی واقعی در خاک خود در کویلومبوی پالمارس بود.
بین سال‌های ۱۷۲۱ و ۱۷۳۵، شورش کمونروهای پاراگوئه به دلیل درگیری‌های بین مهاجران پاراگوئه و یسوعی‌ها، که تعداد زیادی از بومیان مسیحی شده را کنترل می‌کردند، برپا شد.
بین سال‌های ۱۷۴۲ و ۱۷۵۶، قیام خوان سانتوس آتاهوالپا در جنگل مرکزی پرو رخ داد. در سال ۱۷۸۰، نایب السلطنه پرو با قیام کوراکا جوزف گابریل کوندورکانکی یا توپاک آمارو دوم مواجه شد که توسط توپاک کاتاری در پرو علیی دامه یافت.
در سال ۱۷۶۳، برده‌ای به نام کوفی شورشی را در گویان، در آفریقا، رهبری کرد که توسط هلندی‌ها به طرز خونینی سرکوب شد. در سال ۱۷۸۱، شورش کمونرس‌ها در نایب‌الملک‌نشین گرانادای جدید، یک انقلاب مردمی بود که بومیان و مستیسوها را با هم متحد کرد. روستاییان سعی کردند خود قدرت را به‌دست گیرند. علیرغم اینکه کاپیتولاسیون امضا شد، نایب‌السلطنه مانوئل آنتونیو فلورس همکاری نکرد و در عوض به سراغ رهبران اصلی خوزه آنتونیو گالان رفت.
در سال ۱۷۹۶ در جریان جنگ‌های انقلاب فرانسه، اسکیبو (بخشی از گویان امروزی) که یک مستعمره هلند بود، به تصرف بریتانیا درآمد.
بین سالهای ۱۸۰۶ و ۱۸۰۷، نیروهای نظامی بریتانیا به فرماندهی هوم ریگز پاپهام و ویلیام کار برسفورد و جان وایتلاک حملاتی به منطقه ریودولا پلاتا انجام دادند. این حملات گر چه دفع شد، اما بر قدرت اسپانیا در منطقه تأثیرات منفی گذاشت.

## قرن نوزدهم – جنبش‌های استقلال‌طلب
کشورهای مستعمره اسپانیا استقلال خود را در ربع اول قرن نوزدهم، در جنگ‌های استقلال اسپانیایی آمریکا به دست آوردند. سیمون بولیوار (کلمبیای بزرگ، پرو، بولیوی)، خوزه د سان مارتین (استان‌های متحد ریو د لا پلاتا، شیلی و پرو) و برناردو اوهیگینز (شیلی) مبارزات استقلال خود را رهبری کردند. اگرچه بولیوار تلاش کرد تا بخش‌های اسپانیایی‌زبان قاره را از نظر سیاسی یکپارچه نگه دارد، اما آنها به سرعت از یکدیگر مستقل شدند.
مبارزه برای قدرت در میان ملل جدید پدیدار شد و چند جنگ دیگر به زودی پس از آن درگرفت.
اولین جنگها تلاشهای برتری یابی در بخش‌های شمالی و جنوبی این قاره بود. دو جنگ بزرگ کلمبیا - پرو در شمال و جنگ سیسپلاتین (بین امپراتوری برزیل و استان‌های متحد ریو د لا پلاتا) در بن‌بست پایان یافت، اگرچه دومی منجر به استقلال اروگوئه (۱۸۲۸) شد. چند سال بعد، پس از فروپاشی کلمبیای بزرگ در سال ۱۸۳۱، موازنه قدرت به نفع کنفدراسیون تازه شکل گرفته پرو-بولیوی (۱۸۳۶–۱۸۳۹) تغییر کرد. با این وجود، این ساختار قدرت چندان دوام نیاورد و یک بار دیگر نحت تأثیر پیروزی ایالت پرو شمالی در جنگ با کنفدراسیون ایالت پرو جنوبی-بولیوی (۱۸۳۶–۱۸۳۹) و شکست کنفدراسیون آرژانتین در جنگ داخلی اروگوئه (۱۸۳۹–۱۸۵۲) قرار گرفت و تغییر کرد).
درگیری‌های بعدی بین کشورهای آمریکای جنوبی برای تعیین مرزها و وضعیت قدرت آنها ادامه یافت. در سواحل اقیانوس آرام، شیلی و پرو همچنان تسلط فزاینده خود را به نمایش گذاشتند و اسپانیا را در جنگ جزایر چینچا شکست دادند. سرانجام، اما در منازعات بین این دو شیلی در جنگ اقیانوس آرام (۱۸۸۳–۱۸۷۹)، بر پرو برتری یافت و به عنوان قدرت غالب سواحل اقیانوس آرام ظاهر شد. در طرف دیگر، دراقیانوس اطلس، پاراگوئه تلاش کرد تا موقعیت مسلط‌تری در منطقه به دست آورد، اما اتحاد سه‌گانه آرژانتین، برزیل و اروگوئه (در جنگ ۱۸۷۰–۱۸۶۴) به جاه‌طلبی‌های پاراگوئه پایان داد. در آغاز قرن بیستم، کشورهای مخروط جنوبی، آرژانتین، برزیل و شیلی، به عنوان قدرت‌های اصلی قاره وارد قرن جدید شدند.

## قرن بیستم
چند کشور تا قرن بیستم استقلال پیدا نکردند:
پاناما، از کلمبیا، در سال ۱۹۰۳
ترینیداد و توباگو، از بریتانیا، در سال ۱۹۶۲
گویان، از بریتانیا، در سال ۱۹۶۶
سورینام، از هلند، در سال ۱۹۷۵
گویان فرانسه یکی از بخش‌های خارج از کشور فرانسه باقی ماند.

### اقتصاد
به گفته نویسنده توماس ام. لئونارد، جنگ جهانی دوم تأثیر زیادی بر اقتصادهای آمریکای لاتین داشت. 

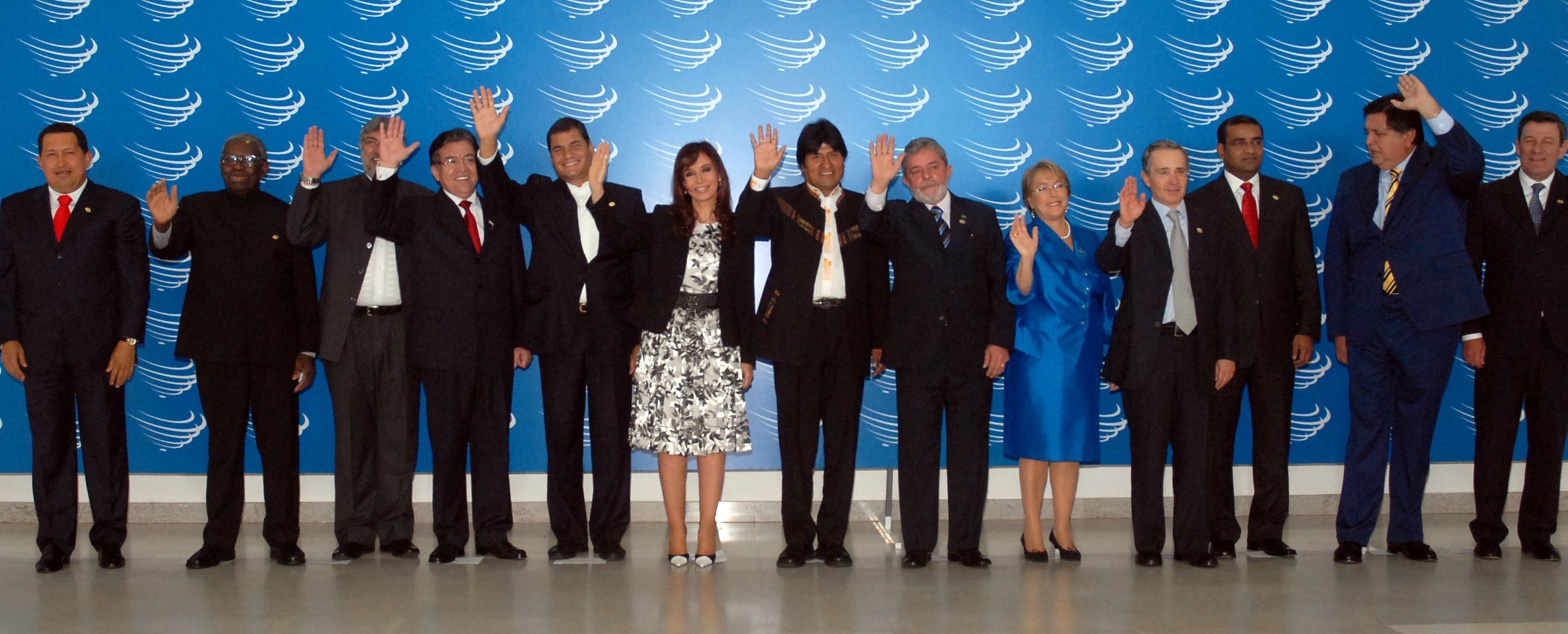
رؤسای جمهور کشورهای عضو اتحادیه کشورهای آمریکای جنوبی در اجلاس ۲۳ مه ۲۰۰۸

### جنگ سرد
جنگ‌ها در قرن بیستم کاهش یافت. جنگ‌های بولیوی-پاراگوئه و پرو-اکوادور آخرین جنگ‌های آن دوران بود. در اوایل قرن بیستم، سه کشور ثروتمند آمریکای جنوبی در یک مسابقه تسلیحاتی دریایی بسیار گران‌قیمت درگیر شدند که با معرفی یک نوع کشتی جنگی جدید به نام «دریدنوت» تسریع شد. در مقطعی، دولت آرژانتین مجبور شد یک پنجم کل بودجه سالانه خود را فقط برای دو دریدنوت خرج کند، این تازه شامل هزینه‌های خدمات بعدی نمی‌شد، که برای دریدنوت‌های برزیلی شصت درصد خرید اولیه بود.

### رژیم‌های نظامی و انقلاب‌ها در اواخر قرن بیستم
در دهه ۱۹۷۰، چپ‌ها نفوذ سیاسی قابل توجهی پیدا کردند که مقامات جناح راست، افراد کلیسایی و بخش بزرگی از طبقات بالای هر کشور را بر آن داشت تا در مقابل آنچه به عنوان یک تهدید کمونیستی تلقی می‌شد از کودتاها حمایت کنند.